# بيزو أرجنتيني
بيزو عملة الأرجنتين الرسمية العملة.(الرمز[إيس] 4217 [أرس]) هو العملة الرسمية في الأرجنتين، والرمز المستخدم محليا هو $. والبيزو الأرجنتيني مقسم إلى 100 سنتافو. البيزو وهو أيضا اسم لعدة عملات في بعض الدول في أمريكا الجنوبية. سعر الصرف للبيزو الأرجنتيني اعتبارا من 22 فبراير 2010 كان حوالي 3.86 بيزو يساوي 1 دولار أمريكي واحد.

## التاريخ
كان البيزو غالباً ما يستخدم للعملة الفضية الأسبانية التي كانت تحمل رقم (8)، وبعد أستقلال الأرجنتين عن إسبانيا بدأت في إصدار عملتها الخاصة بها والتي عممت عام 1881.
في 1826، عرضت العملة الورقية للبيزو، وكان حوالي 17 بيزو فويرتس أو أرجنتيني متساوي للأونصة واحدة الأسبانية (27.0643 ز) 0.91 من الذهب الخالص. لكن هذا تغيير في عام 1864 عندما انخفض معدل البيزو.
في عام 2001، تم التخلي عن نظام سعر الصرف الثابت. بسبب الأزمة المالية التي رافقت تلك الفترة، وللحفاظ على المدخرات من العملات الصعبة.منذ يناير 2002، تقلب سعر الصرف، حد بالبيزو الأرجنتيني أن وصل إلى ذروته في أربعة بيزو للدولار الواحد. حيث أدى ازدهار الصادرات وتدفق هائل للدولار في الاقتصاد الأرجنتيني ساعد كل ذلك على انخفاض أشعار صرف الدولار وتقوية البيزو، الذي ساعد على خفض أسعارها. من ناحية أخرى، إن الإدارة الحالية في الأقتصاد الأرجنتيني قد اعترفت علنا أن هناك إستراتيجية لللحفاظ على سعر الصرف بين 2.90 إلى 3.10 بيزو للدولار الواحد، من أجل الحفاظ على القدرة التنافسية للصادرات وتشجيع إحلال الواردات من الصناعات المحلية. عندما يكون ذلك ضروريا.

## العملة المعدنية

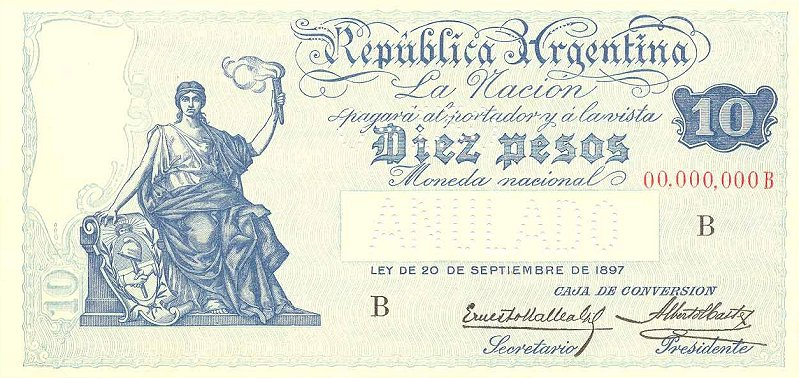
بيزو أرجنتيني في سنة 1908

أصدرت عملات معدنية من فئة 1 و5 و10 و25 50 سنتافو في عام 1992، و1 بيزو في عام 1994. صك 1 سنتافو آخر مرة في عام 2001. أصدرت سلسلة جديدة من العملات من فئات 1 و2 و5 و10 بيزو في 2017.

## الأوراق النقدية
أصدرت أوراق نقدية من فئات 1 و2 و5 و10 و20 و50 و100 بيزو في عام 1992. استبدل 1 بيزو الورقي بعملة معدنية في عام 1994. جميع الأوراق مقاس 155 × 65 مم.

### السلسة الرابعة
أصدر بنك الأرجنتين المركزي في عام 2016 سلسلة جديدة من الأوراق النقدية. أُصدرت ورقتي 20 و1000 بيزو في عام 2017، و50 و100 بيزو في عام 2018.
| القيمة | اللون   | الوصف          | الوصف             | الوصف                            | تاريخ الإصدار  |
| القيمة | اللون   | الوجه          | العكس             | العلامة المائية                  | تاريخ الإصدار  |
| ------ | ------- | -------------- | ----------------- | -------------------------------- | -------------- |
| $20    | أحمر    | غوناق          | صحراء باتاغونيا   | غوناق وطباعة كهربائية 20         | 3 أكتوبر 2017  |
| $50    | رمادي   | كندور الأنديز  | أكونكاغوا         | كندور الأنديز وطباعة كهربائية 50 | 15 أغسطس 2018  |
| $100   | بنفسجي  | أيل الأنديز    | سييرا دي فاماتينا | أيل الأنديز وطباعة كهربائية 100  | 18 ديسمبر 2018 |
| $200   | أزرق    | حوت صائب جنوبي | شبه جزيرة فالديه  | حوت وطباعة كهربائية 200          | 26 أكتوبر 2016 |
| $500   | أخضر    | يغور           | يونغاس            | يغور وطباعة كهربائية 500         | 29 يونيو 2016  |
| $1,000 | برتقالي | فرنار          | البامبا           | فرنار وطباعة كهربائية 1000       | 30 نوفمبر 2017 |

### السلسلة الخامسة
أًعلن عن إصدار ورقة 5000 بيزو بتاريخ غير محدد، أًكد تصميم الورقة النقدية في 16 مايو 2020. أعلن بنك الأرجنتين المركزي في مايو 2022 عن سلسلة جديدة من 100 و200 و500 و1000 بيزو، بها صور شخصيات وأحداث تاريخية أرجنتينية مع الحفاظ على ألوان السلسة السابقة. من المقرر إصدار هذه الأوراق النقدية في غضون الأشهر الستة المقبلة.
| القيمة | اللون   | الوصف                                          | الوصف                                        | الوصف                                          | تاريخ الإصدار |
| القيمة | اللون   | الوجه                                          | العكس                                        | العلامة المائية                                | تاريخ الإصدار |
| ------ | ------- | ---------------------------------------------- | -------------------------------------------- | ---------------------------------------------- | ------------- |
| $100   | بنفسجي  | إيفا بيرون                                     | حق التصويت للمرأة في الأرجنتين عام 1947      | إيفا بيرون                                     | يُعلن لاحقًا    |
| $200   | أزرق    | مارتين ميغيل دي جوميس وخوانا أزوردوي دي باديلا | حرب غاوتشو                                   | مارتين ميغيل دي جوميس وخوانا أزوردوي دي باديلا | يُعلن لاحقًا    |
|        | أخضر    | مانويل بيلجرانو وماريا ريميديوس ديل فالي       | جنود يتعهدون بالولاء لعلم الأرجنتين عام 1812 | مانويل بيلجرانو وماريا ريميديوس ديل فالي       | يُعلن لاحقًا    |
|        | برتقالي | خوسيه دي سان مارتين                            | عبور جبال الأنديز عام 1817                   | خوسيه دي سان مارتين                            | يُعلن لاحقًا    |
|        | أخضر    | لونيل ميسي                                     | منتخب الأرجنتين                              | يعلن لاحقا                                     |               |

## وصلات خارجية
- أوراق البنكنوت في الأرجنتين (بالإنجليزية) (بالألمانية)